# Конти, Освальдо
Освальдо Конти (итал. Osvaldo Conti; 11 мая 1915, Капуя, Кампания — 7 апреля 1939, Дуррес) — итальянский военный деятель, сержант. За проявленное мужество и героизм во время итальянского вторжения в Албанию был посмертно награжден одной из высших итальянских наград — золотой медалью за воинскую доблесть. 

## Биография
Освальдо Конти родился в Капуе, в провинции Казерта, 11 мая 1915 года, в семье Бьяджо и Анны Делли Бови. С 1928 по 1930 гг. он посещал Королевскую школу в аббатстве Сан-Лоренцо в Аверсе. В возрасте семнадцати лет он добровольно поступил на службу в Королевские военно-морские силы Италии учеником оружейника. Пройдя трехгодичный курс, получил назначение в матросы 1-го класса.
Был мобилизован из-за начала войны в Эфиопии. С октября 1935 года был матросом на тяжелом крейсер «Фиуме». В 1936 году он получил звание старшего артиллериста, а в 1938 году звание сержанта. В апреле 1939 участвовал в операции по оккупации Албании. 7 апреля он высадился в городе Дуррес в составе пулеметного взвода, десантной роты Фиуме. Погиб в бою с албанскими войсками. В честь его мужества проявленного в ходе этого боя он был награждён золотую медаль за воинскую доблесть. Секция Капуи Национального союза итальянских старшин носит его имя.